# Huida a Egipto (Zurbarán)
Huida a Egipto es el tema de un lienzo de Francisco de Zurbarán, que consta con la referencia n º.45 en el catálogo razonado y crítico, realizado por Odile Delenda, historiadora del arte especializada en este artista.

## Tema de la obra
De los cuatro evangelios canónicos, solamente el de Mateo (2: 13-14)relata la huida a Egipto, si bien algunos evangelios apócrifos añaden a este episodio anécdotas acaecidas durante el viaje de la Sagrada Familia a Egipto, aspectos que los artistas a menudo han plasmado en sus obras. El borrico tampoco aparece en el pasaje evangélico, pero es del todo verosímil su uso en una ocasión como la narrada, y es representado por la mayoría de pintores.

## Análisis de la obra

### Datos técnicos y registrales
- Colección Barney A. Ebsworth, en depósito en el Museo de Arte de Seattle;
- Fecha de realización: ca. 1630-1635;
- Pintura al óleo sobre lienzo, 150 x 159 cm;
- Restaurado en 1998 por Jan Stephan Ortmann. Restauración terminada en 2003 por Laurence Baron Callegari;
- Catalogado por Odile Delenda con el número 45.[3]

### Descripción de la obra
En este lienzo atribuible a su "década prodigiosa", Zurbarán siguió las indicaciones iconográficas de Francisco Pacheco para este tema: «Nuestra Señora, sentada en una asnita, con su manto azul, ropa rosada y toca en la cabeza y su sombrero de palma puesto, el Niño envuelto es sus brazos (...) San José delante haldas en cinta, con su báculo», excepto que aquí san José camina —descalzo— un poco atrás, resaltando el protagonismo del María y del Niño Jesús. Las ruinas al fondo a la derecha seguramente evocan el episodio referido por Petrus de Natalibus, según el cual los ídolos egipcios de Hermópolis se desmoronaban al paso del Niño Jesús.
El pintor emplea los elementos indispensables para la comprensión de la historia. La composición es casi cuadrada, resuelta a base de triángulos, combinados con la circularidad del sombrero y del vestido de María. Plasmadas con gran naturalismo, las figuras de la Sagrada Familia y del asno —verdadero retrato de este animal— están perfectamente integradas. María —sentada a la mujeriega sobre el asno— sostiene con ambas manos al Niño en posición frontal, como para ofrecerle a la adoración del espectador. Destacan la calidad de los paños y del colorido, refinado y armonizado: rosa del vestido de la Virgen, violeta del manto de José, blanco marfileño en la camiseta del Niño, en la túnica de José, y en la cabeza y patas del burro. Todo ello bañado por una luz difusa, con efectos de penumbra que sugieren el amanecer.

## Procedencia
1. Bruselas, colección privada, ca 1985;
2. París, colección Jean-Claude Serre;
3. Londres, Thomas Agnew & Sons, 2004-2005;
4. Colección Barney A. Ebsworth.[8]